# Drasteria
Drasteria is een geslacht van vlinders uit de familie van de spinneruilen (Erebidae), uit de onderfamilie van de Erebinae. De wetenschappelijke naam van dit geslacht is voor het eerst voorgesteld door Jacob Hübner in een publicatie uit 1818.

## Soorten
- Drasteria aberrans (Staudinger, 1888)
- Drasteria adumbrata (Behr, 1870)
- Drasteria antiqua (Staudinger, 1889)
- Drasteria axuana (Püngeler, 1907)
- Drasteria cailino (Lefebvre, 1827)
- Drasteria cashmirensis (Hampson, 1894)
- Drasteria catocalis (Staudinger, 1882)
- Drasteria caucasica (Kolenati, 1846)
- Drasteria chinensis (Alphéraky, 1892)
- Drasteria coenobita (Krüger, 1939)
- Drasteria christophi (Alphéraky, 1895)
- Drasteria convergens Mustelin, 2006
- Drasteria divergens (Behr, 1870)
- Drasteria edwardsii (Behr, 1870)
- Drasteria eubapta Hampson, 1926
- Drasteria flexuosa (Ménétries, 1848)
- Drasteria fumosa (Strecker, 1898)
- Drasteria grandirena (Haworth, 1809)
- Drasteria graphica Hübner, 1818
- Drasteria hastingsii (H. Edwards, 1878)
- Drasteria herzi (Alphéraky, 1895)
- Drasteria howlandii (Grote, 1864)
- Drasteria hudsonica (Grote & Robinson, 1865)
- Drasteria hyblaeoides (Moore, 1878)
- Drasteria inepta (H. Edwards, 1881)
- Drasteria ingeniculata (Morrison, 1875)
- Drasteria kabylaria (Bang-Haas, 1906)
- Drasteria kusnezovi (John, 1910)
- Drasteria langi (Erschoff, 1874)
- Drasteria maculosa (Behr, 1870)
- Drasteria mirifica (H. Edwards, 1878)
- Drasteria mongoliensis Wiltshire, 1969
- Drasteria nephelostola Hampson, 1926
- Drasteria occulta (H. Edwards, 1881)
- Drasteria ochracea Behr, 1870)
- Drasteria oppia (Druce, 1900)
- Drasteria oranensis Rothschild, 1920
- Drasteria pallescens (Grote & Robinson, 1866)
- Drasteria parallela Crabo & Mustelin, 2013
- Drasteria perplexa (H. Edwards, 1884)
- Drasteria petricola (Walker, 1858)
- Drasteria philippina (Austaut, 1880)
- Drasteria picta (Christoph, 1877)
- Drasteria pictoides (Poole, 1989)
- Drasteria pseudopicata Matov & Korb, 2019
- Drasteria pulchra (Barnes & McDunnough, 1918)
- Drasteria rada (Boisduval, 1848)
- Drasteria sabulosa (H. Edwards, 1881)
- Drasteria saisani (Staudinger, 1882)
- Drasteria scolopax (Alphéraky, 1892)
- Drasteria scrupulosa (H. Edwards, 1878)
- Drasteria sculpta (Püngeler, 1904)
- Drasteria sesquilina (Staudinger, 1888)
- Drasteria sesquistria (Eversmann, 1854)
- Drasteria sinuosa (Staudinger, 1884)
- Drasteria stretchii (Behr, 1870)
- Drasteria tenera (Staudinger, 1877)
- Drasteria walshi Metlevski, 2009
- Drasteria yerburyi (Butler, 1892)